# Näldsjön
De Näldsjön is een meer in het Zweedse Jämtlands län, gemeente Krokom
Het meer strekt zich over 25 km in noordwest-zuidoostelijke richting uit. Het ontvangt water uit de Nästån, de afvloeiing gebeurt in Nälden over de Faxån.
Volgende dorpen liggen aan de oevers: Änge, Lungret, Stavre, Könsta, Aspåsböle, Nälden. 
Het meer is bereikbaar via de Europese weg 14. In de negentiende en twintigste eeuw was er stoomscheepvaart op het meer.